# Nihoa annulipes
Nihoa annulipes là một loài nhện trong họ Barychelidae. Loài này phân bố ờ New Guinea.